# Gramofon
Gramofon is een platenlabel en evenementenbureau in Sarajevo (Bosnië en Herzegovina), opgericht in 2003. Het is het grootste platenlabel voor alternatieve muziek in Sarajevo. Het brengt jazz, klassieke muziek, alternatieve rock, wereldmuziek en elektronische muziek uit.  Het organiseert het Sarajevo Jazz Festival en Xenophobia Festival. Ook distribueert het verschillende labels, zoals ECM Records, Enja Records, Pi Recordings en Doublemoon Records.
Enkele belangrijke artiesten op het label: 
- Adi Lukovac (elektronische muziek)
- Amira Medunjanin (sevdah)
- Damir Imamović (sevdah)
- Dubioza Kolektiv (reggae, dub, rock, ska)
- Sikter (alternatieve rock)